# Amber Heard
Amber Heard (n. 22 aprilie 1986) este o actriță și fotomodelă americană. Heard și-a făcut debutul în film în drama sportivă Friday Night Lights, cu Billy Bob Thornton. După mici roluri în North Country și Alpha Dog, Heard jucat în rolul principal în filmul All the Boys Love Mandy Lane, care i-a adus recunoașterea profesională. A mai apărut într-un show de televiziune, Hidden Palms.
Datorită acestei prime colaborări au venit rolurile de mai târziu din Never Back Down, Pineapple Express, The Stepfather și un rol mic în comedia horror Zombieland. În 2010 a primit un rol în pelicula  The Joneses după care au urmat Drive Angry, în care a jucat alături de Nicolas Cage și The Rum Diary, în care poate fi văzută alături de Johnny Depp.

## Biografie
Amber Heard s-a născut și a cresut în Austin, Texas. Părinții săi sunt Patricia Paige (Parsons) și David Clinton Heard. Are o soră, Whitney. Studiile și le-a făcut la Școala Catolică St. Michael din Austin, iar în timpul școlii a plecat la Hollywood pentru a-și urma visul de a deveni actriță. În adolescență a jucat în trupe de teatru, în reclame și în anumite campanii media. La vârsta de 16 ani cea mai bună prietenă a sa a murit într-un accident de mașină și, deși a fost educată în spiritul catolic, a renunțat la religie și s-a declarat ateistă. La vârsta de 17 ani a renunțat la școală și și-a început o carieră de model la New York, după care a plecat la Hollywood pentru a-și începe cariera de actriță.

### Viața personală

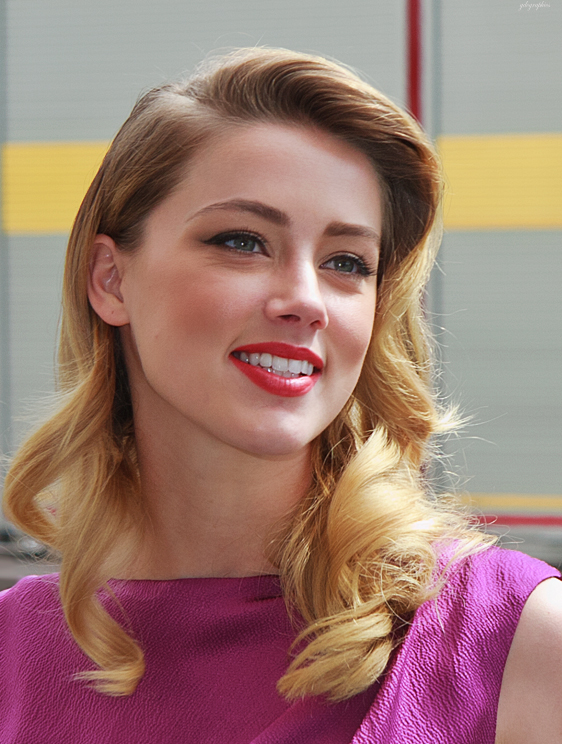
Amber Heard la Festivalul Internațional de Film de la Toronto 2010

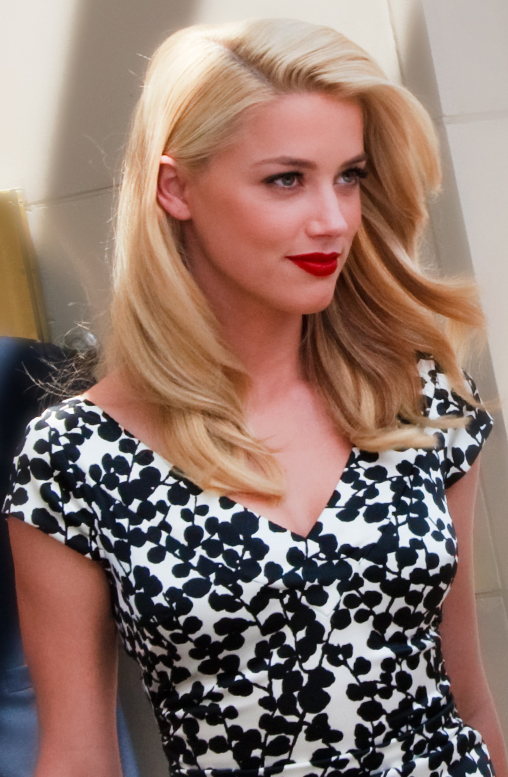
Heard în 2009

Fiind o actriță foarte frumoasă și tânără, presa tabloidă a avut-o mereu în vizor. În 2010 a făcut un coming out la cea de-a 25-a aniversare GLAAD, afirmând: "Nu mă poziționez de nici o parte a sexualității. Am avut relații reușite și cu bărbați, iar acum și cu o femeie. Iubesc pe cine iubesc, contează persoana în sine". Este un fan declarat al armelor și mașinilor. Deține un Magnum 357 și un Ford Mustang din 1968. 
Heard a avut o relație cu fotografa Tasya van Ree. Ea l-a întâlnit pe actorul Johnny Depp la filmările The Rum Diary și a început o relație cu el în 2012. Pe 4 februarie 2015, Heard s-a căsătorit cu Depp într-o ceremonie civilă privată la casa lor din Los Angeles. La 23 mai 2016 Amber Heard a divorțat.

## Filmografie
| An   | Film                           | Rol               | Note                      |
| ---- | ------------------------------ | ----------------- | ------------------------- |
| 2004 | Friday Night Lights            | Maria             |                           |
| 2005 | Side FX                        | Shay              |                           |
| 2005 | Drop Dead Sexy                 | Candy             |                           |
| 2005 | North Country                  | Young Josey Aimes |                           |
| 2006 | Price to Pay                   | Trish             |                           |
| 2006 | The Prince                     | Serena            |                           |
| 2006 | Alpha Dog                      | Alma              |                           |
| 2006 | All the Boys Love Mandy Lane   | Mandy Lane        |                           |
| 2007 | Spin                           | Amber             |                           |
| 2007 | Day 73 with Sarah              | Mary              | Film de scurtmetraj       |
| 2007 | Remember the Daze              | Julia             |                           |
| 2008 | Never Back Down                | Baja Miller       |                           |
| 2008 | Pineapple Express              | Angie Anderson    |                           |
| 2008 | The Informers                  | Christie          |                           |
| 2009 | ExTerminators                  | Nikki             |                           |
| 2009 | The Joneses                    | Jenn Jones        |                           |
| 2009 | Zombieland                     | 406               |                           |
| 2009 | The Stepfather                 | Kelly Porter      |                           |
| 2010 | And Soon the Darkness          | Stephanie         | De asemenea co-producător |
| 2010 | The River Why                  | Eddy              |                           |
| 2010 | The Ward                       | Kristen           |                           |
| 2011 | Iadul se dezlănțuie 3D         | Piper Lee         |                           |
| 2011 | The Rum Diary                  | Chenault          |                           |
| 2013 | Paranoia                       | Emma Jennings     |                           |
| 2013 | Syrup                          | Six               |                           |
| 2013 | Machete Kills                  | Miss San Antonio  |                           |
| 2014 | 3 Days to Kill                 | Agent Vivi        |                           |
| 2015 | When I Live My Life Over Again | Jude              |                           |
| 2015 | The Adderall Diaries           | Lana Edmond       |                           |
| 2015 | Magic Mike XXL                 |                   |                           |
| 2015 | One More Time                  | Jude              |                           |
| 2016 | London Fields                  | Nicola Six        |                           |
| 2017 | What's The Point               | Fanny             | Post-producție            |
| 2017 | Justice League Part One        | Mera              | Filmare                   |
| 2018 | Aquaman                        | Mera / Hila       | Pre-producție             |
| 2019 | Justice League Part Two        | Mera              | Pre-producție             |

### Televiziune
| An   | Show             | Rol            | Episod                                                                                 |
| ---- | ---------------- | -------------- | -------------------------------------------------------------------------------------- |
| 2004 | Jack & Bobby     | Liz            | 1×01 – "Pilot"                                                                         |
| 2004 | The Mountain     | Riley          | 1×08 – "A Piece of the Rock"                                                           |
| 2005 | The O.C.         | Salesgirl      | 2×15 – "Mallpisode"                                                                    |
| 2006 | Criminal Minds   | Lila Archer    | 1×18 – "Somebody's Watching"                                                           |
| 2007 | Californication  | Amber          | 1×08 – "California Son"                                                                |
| 2007 | Hidden Palms     | Greta Matthews | 8 episoade                                                                             |
| 2011 | Top Gear         | Ea însăși      | 16×05                                                                                  |
| 2011 | The Playboy Club | Bunny Maureen  | 7 episoade (4 nedifuzate) Source confirmed to be Laura Benanti by her official website |

## Premii
| An   | Nominalizat   | Eveniment                           | Premiu                   | Rezultat     |
| ---- | ------------- | ----------------------------------- | ------------------------ | ------------ |
| 2008 | Ea însăși     | Young Hollywood Awards              | Breakthrough of the Year | Câștigat     |
| 2009 | Zombieland    | Detroit Film Critics Society Awards | Best Ensemble            | Nominalizare |
| 2010 | Ea însăși     | Dallas International Film Festival  | Dallas Star Award        | Câștigat     |
| 2011 | The Rum Diary | Hollywood Film Festival             | Spotlight Award          | Câștigat     |
| 2014 | Ea însăși     | Texas Film Hall of Fame             | Inclusă                  | Câștigat     |

## În reviste
| An   | Top                             | Poziție |
| ---- | ------------------------------- | ------- |
| 2008 | FHM's 100 Sexiest Women of 2008 | #90     |
| 2008 | Maxim's Hot 100 Women 2008      | #21     |
| 2009 | FHM's 100 Sexiest Women of 2009 | #31     |
| 2009 | Maxim's Hot 100 Women 2009      | #56     |
| 2010 | FHM's 100 Sexiest Women of 2010 | #25     |
| 2010 | Maxim's Hot 100 Women 2010      | #13     |
| 2011 | FHM's 100 Sexiest Women of 2011 | #34     |
| 2012 | Maxim's Hot 100 Women 2012      | #53     |

## Controverse
Heard a fost căsătorită cu actorul Johnny Depp din 2015 până în 2017. Divorțul lor a atras atenția presei când Heard a susținut că Depp a fost abuziv pe tot parcursul relației lor.  În 2018, Depp a dat în judecată editorii tabloidului britanic The Sun pentru calomnie  , acuzând-o pe Heard de abuz.  În 2020, judecătorul a hotărât că articolul tipărit, care pretindea că Depp a abuzat-o pe Heard, era în mod substanțial adevărat. În 2019, Depp a dat-o în judecată pe Heard pentru defăimare din cauza unui op-ed The Washington Post;  editorialul avea titlul că Heard „a vorbit împotriva violenței sexuale”, Heard scriind că, cu doi ani înainte, ea a devenit o „persoană publică care reprezintă abuzul domestic” și a văzut „cum instituțiile protejează bărbații acuzați de abuz”. În 2020, Heard l-a dat la rândul ei în judecată pe Depp pentru defăimare.  Procesul Depp v. Heard din 2022, în Virginia, s-a încheiat cu decizia juriului că Heard l-a defăimat de trei ori pe Depp în articolul de opinie cu declarații false cu rea intenție, în timp ce a hotărât că avocatul lui Depp, Adam Waldman, a defăimat-o odată pe Heard cu rea intenție cu o declarație falsă.
Procesul Depp-Heard a avut loc în comitatul Fairfax, Virginia, între 11 aprilie și 1 iunie 2022. Verdictul a fost că, pentru procesul lui Depp, juriul a constatat că toate cele trei declarații din editorialul lui Heard au fost false, l-au defăimat pe Depp și au fost făcute cu răutate reală, așa că juriul ia acordat lui Depp 10 milioane de dolari în daune compensatorii și 5 milioane de dolari în daune punitive de la Auzit. Daunele punitive au fost reduse la 350.000 USD din cauza unei limite impuse de legea statului Virginia. Pentru cererea reconvențională a lui Heard, juriul a constatat că prima și a treia declarație a lui Waldman către Daily Mail nu s-a dovedit a fi defăimătoare, în timp ce a constatat că a doua declarație a lui Waldman către Daily Mail era falsă, defăimătoare și făcută cu răutate reală. Drept urmare, Heard a primit 2 milioane de dolari în daune compensatorii și zero în daune punitive de la Depp.
Pe parcursul procesului, sentimentul publicului online a fost extrem de negativ față de Heard, crezând în mare parte că ea a mințit, mărturia ei fiind larg batjocorită. Heard a spus că a fost „hărțuită, umilită, amenințată în fiecare zi” și a descris critica online la adresa mărturiei sale drept „agonizantă”. După proces, Heard a spus că nu a „învinovățit” juriul pentru verdict, deoarece Depp a fost un „actor fantastic” și „oamenii simt că îl cunosc”. Când intervievatorul a afirmat că juriul nu a crezut mărturia și dovezile lui Heard, Heard a pus la îndoială cum a putut juriul să o creadă după „a ascultat trei săptămâni și jumătate de mărturie despre cum eram o persoană necredibilă”.[197] ][198]
A doua zi după ce a fost citit verdictul, avocatul lui Heard, Elaine Bredehoft, le-a spus intervievatorilor că Heard nu își permite să plătească daunele datorate lui Depp și că va contesta verdictul. O lună mai târziu, unul dintre furnizorii de asigurări ai lui Heard, New York Marine, l-a dat în judecată pe Heard în instanța federală, dorind să evite să plătească până la 1 milion de dolari pentru taxele sale de apărare juridică în cazul Virginia, argumentând că „concluziile de fapt ale juriului stabilesc că răspunderea lui Heard este cauzate de actul (acțiunile) intenționate ale lui Heard”, prin urmare New York Marine „nu este răspunzător” pentru pierdere.

Cazul dintre Depp și Heard a fost foarte mediatizat. Majoritatea celor care au postat în legătură cu cazul au fost de partea lui Depp, hashtagul #JusticeForJohnnyDepp strângând peste 5 miliarde de vizionări pe TikTok, în timp ce hashtagul #JusticeForAmberHeard a strâns doar 21 de milioane de vizionări. Heard a fost numită "mincinoasă" de către avocata lui Depp, Camilie Vasquez, și acuzată că "a jucat un rol" în timpul mărturiei sale.